# La Loupe
La Loupe település Franciaországban, Eure-et-Loir megyében. Lakosainak száma 3230 fő (2022. január 1.). La Loupe Vaupillon községgel határos.

## Népesség
A település népességének változása:
| Lakosok száma | 3510 | 3693 | 3820 | 3506 | 3530 | 3471 | 3342 | 3329 | 3327 | 3230 |
|               | 1968 | 1982 | 1990 | 2006 | 2013 | 2015 | 2017 | 2019 | 2020 | 2022 |